# Expédition Donner
Pour les articles homonymes, voir Donner.

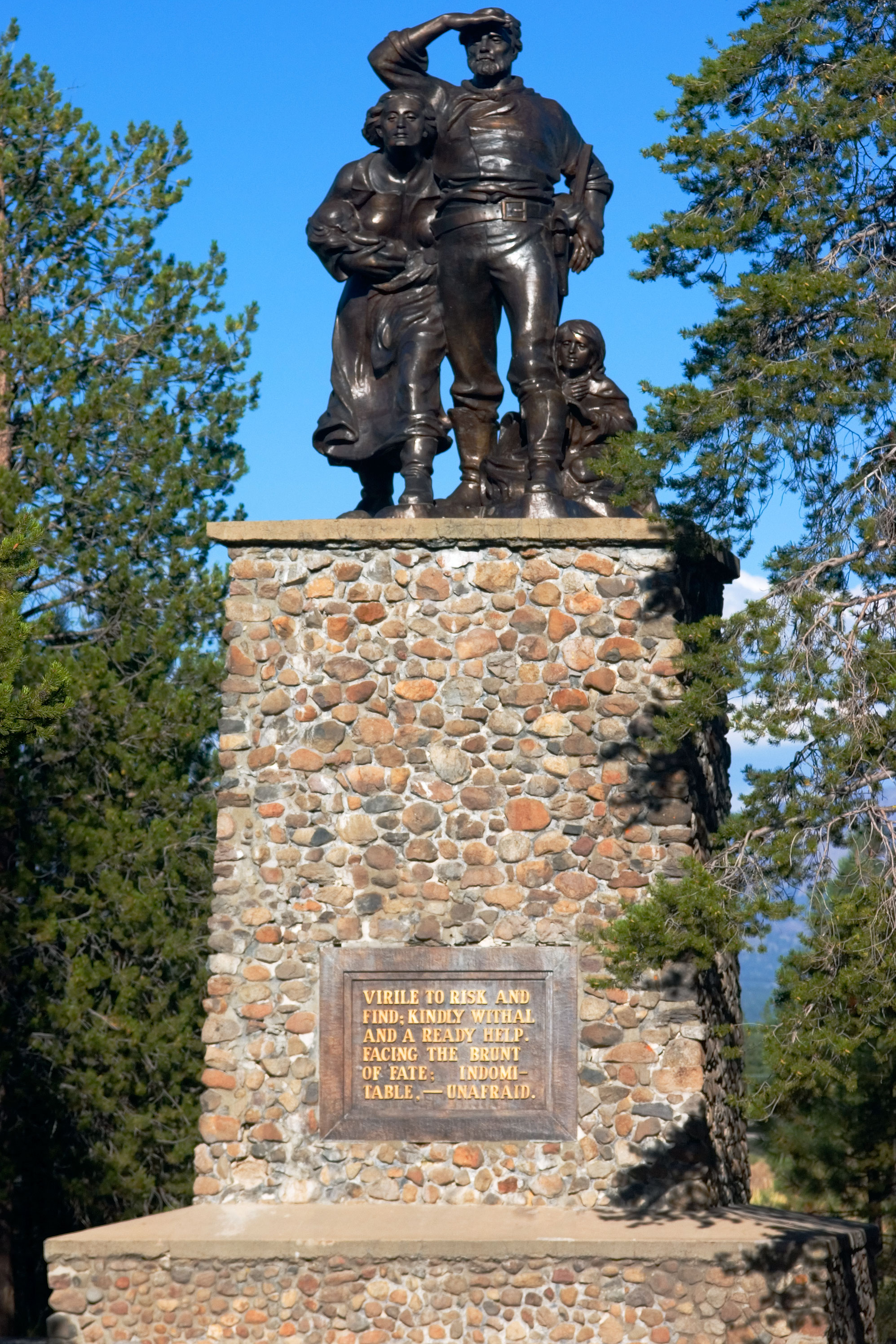
Le monument de l'expédition Donner au parc d'État Donner Memorial.

L'expédition Donner (Donner Party en anglais) est le nom donné à un groupe de 87 pionniers américains en route pour la Californie, pendant la « Fièvre de l'Ouest » des années 1840.
Bloqués par la neige dans la Sierra Nevada au cours de l'hiver 1846-1847, 36 membres ont péri de famine et de maladie. Certains des survivants ont recouru au cannibalisme. En tout, seuls 47 membres des familles terminèrent leur traversée de l'Ouest,.
Les chariots partent en mai 1846. Encouragés à essayer une nouvelle route plus rapide à travers l'Utah et le Nevada, ils optent pour prendre le raccourci Hastings (en) proposé par Lansford Hastings (en), qui n'a jamais fait le voyage avec des chariots. Ce raccourci les oblige à traverser les Montagnes Wasatch de l'Utah et le désert du Grand Lac Salé, ce qui ralentit le convoi et mène à la perte de chariots, de chevaux et de bétail. Alors que leur arrivée dans la vallée de Sacramento est prévue pour avant septembre, ils sont bloqués dans la Sierra Nevada début novembre.

## Histoire de l'expédition

### Composition
Le noyau de l'expédition était composé des familles Donner et Reed, soit 87 personnes en tout ,, qui quittèrent Springfield, Illinois en avril 1846, pour la Californie. Ils arrivèrent à Independence, Missouri en mai où ils rejoignirent un plus grand train de chariots qu'ils accompagnèrent jusqu'à la Little Sandy River (en), dans ce qui devint le Wyoming. À ce point, le groupe se sépara : certains décidant de suivre une nouvelle route, appelée le « raccourci Hastings » d'après son défricheur Lansford Hastings (en), un nouveau train fut formé. George Donner (en) fut élu chef de l'expédition qui portera alors son nom.

### Le raccourci Hastings
Le groupe continua sa route vers l'ouest, rencontrant énormément de difficultés lors de la traversée des Montagnes Wasatch et du désert du Grand Lac Salé. Quand ils retrouvèrent finalement la piste vers la Californie, ce « raccourci » leur avait fait perdre trois semaines, retard qui s'allongea encore lors du difficile parcours le long de la rivière Humboldt, dans le Nevada.

### Bloqués dans la Sierra Nevada
Lorsqu'ils atteignirent la Sierra Nevada, une tempête de neige bloqua la passe. Démoralisés et presque sans réserve, la majorité des émigrants campèrent près d'un lac (désormais nommé Lac Donner), pendant que les familles Donner et quelques autres bivouaquèrent environ dix kilomètres plus loin, à Alder Creek.

### Survie et recherche de secours
Les émigrants abattirent leurs bœufs, mais il n'y avait pas assez de viande pour nourrir tant de monde pendant bien longtemps.
Vers la mi-décembre, quinze des émigrants ainsi pris au piège formèrent une expédition de secours (appelée plus tard expédition Forlorn Hope, « sans espoir ») et partirent sur des raquettes avec l'intention de chercher de l'aide à Fort Sutter, à environ 160 kilomètres. Quand l'un d'eux renonça et dut être abandonné à l'arrière, les autres continuèrent mais, bientôt, ils se perdirent et se retrouvèrent sans vivres. Pris dans le blizzard sans pouvoir s'abriter, quatre autres membres de l'expédition moururent. Les survivants durent recourir au cannibalisme. Trois autres moururent encore et furent également mangés avant que, finalement, presque nus et à deux doigts de la mort, sept des quinze qui étaient partis initialement fussent enfin sauvés : le 18 janvier 1847, ils atteignirent des habitations sur le versant occidental des montagnes.

### Secours
Les Californiens s'organisèrent pour sauver l'expédition Donner et mirent sur pied quatre expéditions de sauvetage. Quand la première arriva, les sauveteurs constatèrent que 14 des émigrants étaient morts et les autres extrêmement affaiblis. Il ne restait plus de viande et ils avaient survécu en mangeant du cuir bouilli, mais il n'y avait pas eu de cannibalisme ; elle prit le retour le 22 février avec 21 réfugiés, les autres étant trop affaiblis pour une longue marche dans la neige. Quand la seconde équipe de secours arriva, une semaine plus tard, elle constata que certains des 31 émigrants qu'il avait fallu laisser dans les campements avaient commencé à manger les morts. La deuxième expédition ramena 17 émigrants avec elle, et la troisième 4. La quatrième expédition ne trouva plus à son arrivée qu'un seul homme vivant. Le dernier membre de l'Expédition Donner arriva au Fort Sutter le 29 avril.

### Décompte
Des 89 pionniers présents au départ (44 adultes, dont 29 hommes et 15 femmes, et 45 enfants), 41 moururent et 48 survécurent. Les deux-tiers des femmes survécurent, tandis que les deux-tiers des hommes moururent.

## Allusions
- Dans le roman Shining, l'enfant lumière de Stephen King, dans son adaptation en film par Stanley Kubrick, et en mini-série par Mick Garris, durant le trajet vers l'hôtel Overlook, Wendy et Jack Torrance parlent du groupe Donner. Leur fils Danny demande alors ce dont il s'agit, et Jack lui raconte donc l'histoire de l'expédition.

- Dans le jeu vidéo Red Dead Redemption 2, développé par Rockstar Games, le joueur peut trouver un troupeau de bétail mort ainsi que des chariots abandonnés et des cadavres gelés à proximité du Lake Isabella dans la région des Grizzlies au nord-ouest de la carte du jeu. Il s'agit là d'une allusion à l'expédition Donner.

- Dans la série The Big Bang Theory, le personnage de Sheldon Cooper évoque l'expédition Donner et le cannibalisme qui y fut pratiqué dans l'épisode 15 de la saison 5, "Le contrat d'amitié".

- Dans la série Teen Wolf, le personnage de Theo Raeken évoque, dans l'épisode 7 de la saison : "Mauvaises fréquences", l'Expédition Donner par le biais du cannibalisme qui y fut pratiqué.
- Dans la série Warehouse 13, l'équipe découvre un artefact, lors de l'épisode 10 de la saison 3, qui provoque chez les gens une hypothermie croissante et une faim insatiable les poussant à mordre des gens. L'artefact est une jarre en verre de l'expédition Donner ayant contenu des économies, et le fait de mettre de l'argent dedans transforme les personnes en pionniers.
- Le manga L'oxalis et l'or de Eiichi Kitano, qui compte l'histoire de deux migrants irlandais partis à la conquête de l'or de Californie, aborde l'expédition Donner dans son dixième et dernier tome.